# Bursa trochanterica
Als Bursa trochanterica bezeichnet man einige Schleimbeutel im Bereich des großen Umdrehers (Trochanter major) des Oberschenkelknochens. Man unterscheidet die:
- Bursa trochanterica musculi glutaei maximi zwischen der Endsehne des Musculus gluteus maximus und dem Trochanter major
- Bursa trochanterica musculi glutaei medii superficialis zwischen Sehne des Musculus gluteus medius und dem Trochanter major
- Bursa trochanterica musculi glutaei medii profunda zwischen Sehne des Musculus gluteus medius und der Sehne des Musculus piriformis
- Bursa trochanterica musculi glutaei minimi zwischen Sehne des Musculus gluteus minimus und dem Trochanter major
- Bursa trochanterica subcutanea zwischen der Haut und dem Trochanter major sowie
- Bursa trochanterica subfascialis zwischen der oberflächlichen Faszie und dem Trochanter major.[1]

Eine Entzündung dieser Schleimbeutels (Bursitis trochanterica) führt zu Schmerzen im Hüftgelenk. Sie kommt auch bei Pferden vor, hier ist der Schleimbeutel unter dem Musculus gluteus medius betroffen. Dessen Entzündung führt zu einer Hangbeinlahmheit mit Adduktion der Gliedmaße.